# Claudine Rhédey von Kis-Rhéde
Claudine Rhédey von Kis-Rhéde, contessa di Hohenstein (Erdőszentgyörgy, 21 settembre 1812 – Pettau, 1º ottobre 1841), è stata una nobildonna ungherese che divenne moglie del duca Alessandro di Württemberg. Suo figlio, Francesco, duca di Teck, fu il padre di Maria di Teck, regina consorte di re Giorgio V del Regno Unito.
L'attuale sovrano britannico, re Carlo III, è il pro-pro-pronipote di Claudine di Hohenstein.

## Biografia
Claudine era la quindicesima dei diciassette figli del conte Laszló Rhédey von Kis-Rhéde (1761-1820) e di sua moglie, la baronessina Agnes Inczédy de Nagy-Várad (1780-1854).
Claudine era considerata la più graziosa e dolce delle sue numerose sorelle, ed aveva ricevuto numerose proposte di fidanzamento: a quattordici anni, nel 1826 era stata fidanzata al conte Deszdo von Boskowitz (1765-1827), un amico di suo padre, il quale era però morto qualche tempo dopo il fidanzamento; di lei si era invece innamorato il principe Alessandro di Württemberg durante un viaggio a Baden-Baden; i due si sposarono il 2 maggio 1835: ciò fece molto scandalo nella famiglia dello sposo, ed Alessandro perse i diritti di successione al trono ma Claudine venne creata contessa di Hohenstein.
Claudine morì a causa di un tragico incidente ippico, e l'affezionato marito Alessandro non si risposò più e iniziò a dare segni di squilibrio mentale.

## Discendenza
La Contessa Claudine Rhédey von Kis-Rhéde e Contessa von Hohenstein ebbe tre figli dal Duca Alessandro di Württemberg:
- S.A.S Principessa Claudine di Teck (1836–1894);
- S.A.S Principe Francesco di Teck (1837–1900); creato in seguito I Duca di Teck (1863); sposò, il 12 giugno 1866 nella St. Anne's Church, Kew, Surrey, West London, S.A.R la Principessa Maria Adelaide di Cambridge[1], ed ebbe figli (incluso la futura Regina Mary). Gli fu concesso l'appellativo di Altezza dalla Regina Vittoria il 1º luglio 1887, come regalo per il suo Golden Jubilee;
  - S.A.S Principessa Vittoria Maria di Teck (1867–1953); in seguito Regina Mary, Regina-Consorte del Regno Unito;
  - S.A.S Principe Adolfo di Teck (1868–1927); in seguito Duca di Teck e Marchese do Cambridge;
  - S.A.S Principe Francesco di Teck (1870–1910);
  - S.A.S Principe Alessandro di Teck (1874–1957); poi Conte di Athlone;
- S.A.S Principessa Amelie di Teck (1838–1893).

Tutti i figli inizialmente denominati Conte o Contessa von Hohenstein, prendendo i loro titoli dalla loro madre. Tuttavia nel 1863, i figli sono creati Principe e Principesse di Teck, con l'appellativo Altezza serenissima nel Regno di Württemberg.

## Ascendenza
|                                        |                                      |                                                      | Genitori                                     |  |  | Nonni |  |  | Bisnonni                   |  |  | Trisnonni                 |  |
|                                        |                                      |                                                      |                                              |  |  |       |  |  | László Rhédey de Kis-Rhéde |  |  | János Rhédey de Kis-Rhéde |  |
|                                        |                                      |                                                      |                                              |  |  |       |  |  | László Rhédey de Kis-Rhéde |  |  | János Rhédey de Kis-Rhéde |  |
|                                        |                                      | Erzsébet Macskásy de Szent-Márton-Macskás et Tinkova |                                              |  |  |       |  |  | László Rhédey de Kis-Rhéde |  |  |                           |  |
| conte Mihály Rhédey de Kis-Rhéde       |                                      |                                                      |                                              |  |  |       |  |  | László Rhédey de Kis-Rhéde |  |  |                           |  |
|                                        |                                      | Mária Thoroczkay de Thoroczkó-Szent-György           | István Thoroczkay de Thoroczkó-Szent-György  |  |  |       |  |  |                            |  |  |                           |  |
|                                        |                                      | Mária Thoroczkay de Thoroczkó-Szent-György           | István Thoroczkay de Thoroczkó-Szent-György  |  |  |       |  |  |                            |  |  |                           |  |
|                                        |                                      | Mária Thoroczkay de Thoroczkó-Szent-György           | baronessa Borbála Kapy de Kapivár            |  |  |       |  |  |                            |  |  |                           |  |
| conte László Rhédey de Kis-Rhéde       |                                      | Mária Thoroczkay de Thoroczkó-Szent-György           |                                              |  |  |       |  |  |                            |  |  |                           |  |
|                                        |                                      | barone Boldizsár Bánffy de Losoncz                   | barone László Bánffy de Losoncz              |  |  |       |  |  |                            |  |  |                           |  |
|                                        |                                      | barone Boldizsár Bánffy de Losoncz                   | barone László Bánffy de Losoncz              |  |  |       |  |  |                            |  |  |                           |  |
|                                        |                                      | barone Boldizsár Bánffy de Losoncz                   | Judit Daniel de Vargyas                      |  |  |       |  |  |                            |  |  |                           |  |
| baronessa Terézia Bánffy de Losoncz    |                                      | barone Boldizsár Bánffy de Losoncz                   |                                              |  |  |       |  |  |                            |  |  |                           |  |
|                                        |                                      | baronessa Krisztina Kemény de Magyar-Gyerö-Monostor  | barone Simon Kemény de Magyar-Gyerö-Monostor |  |  |       |  |  |                            |  |  |                           |  |
|                                        |                                      | baronessa Krisztina Kemény de Magyar-Gyerö-Monostor  | barone Simon Kemény de Magyar-Gyerö-Monostor |  |  |       |  |  |                            |  |  |                           |  |
|                                        |                                      | baronessa Krisztina Kemény de Magyar-Gyerö-Monostor  | Anna Vay de Vaja et Ibrány                   |  |  |       |  |  |                            |  |  |                           |  |
| contessa Claudine Rhédey von Kis-Rhéde |                                      | baronessa Krisztina Kemény de Magyar-Gyerö-Monostor  |                                              |  |  |       |  |  |                            |  |  |                           |  |
|                                        | barone Gergely Inczédy de Nágy-Várad | Pál Inczédy de Nágy-Várad                            |                                              |  |  |       |  |  |                            |  |  |                           |  |
|                                        | barone Gergely Inczédy de Nágy-Várad | Pál Inczédy de Nágy-Várad                            |                                              |  |  |       |  |  |                            |  |  |                           |  |
|                                        | barone Gergely Inczédy de Nágy-Várad | Klára Lipcsey de Bilke                               |                                              |  |  |       |  |  |                            |  |  |                           |  |
| barone Gergely Inczédy de Nágy-Várad   | barone Gergely Inczédy de Nágy-Várad |                                                      |                                              |  |  |       |  |  |                            |  |  |                           |  |
|                                        |                                      | Ágnes Kendeffy de Malomviz                           | Gáspár Kendeffy de Malomviz                  |  |  |       |  |  |                            |  |  |                           |  |
|                                        |                                      | Ágnes Kendeffy de Malomviz                           | Gáspár Kendeffy de Malomviz                  |  |  |       |  |  |                            |  |  |                           |  |
|                                        |                                      | Ágnes Kendeffy de Malomviz                           | Katalin Kuún de Osdola                       |  |  |       |  |  |                            |  |  |                           |  |
| baronessa Ágnes Inczédy de Nágy-Várad  |                                      | Ágnes Kendeffy de Malomviz                           |                                              |  |  |       |  |  |                            |  |  |                           |  |
|                                        |                                      | Péter Barcsay de Nagy-Barcsa                         | Mihály Barcsay de Nagy-Barcsa                |  |  |       |  |  |                            |  |  |                           |  |
|                                        |                                      | Péter Barcsay de Nagy-Barcsa                         | Mihály Barcsay de Nagy-Barcsa                |  |  |       |  |  |                            |  |  |                           |  |
|                                        |                                      | Péter Barcsay de Nagy-Barcsa                         | Ágnes Vass de Diód-Váralja                   |  |  |       |  |  |                            |  |  |                           |  |
| Karolina Barcsay de Nagy-Barcsa        |                                      | Péter Barcsay de Nagy-Barcsa                         |                                              |  |  |       |  |  |                            |  |  |                           |  |
|                                        |                                      | Anna Boér de Kopacsel                                | Simon Boér de Kopacsel                       |  |  |       |  |  |                            |  |  |                           |  |
|                                        |                                      | Anna Boér de Kopacsel                                | Simon Boér de Kopacsel                       |  |  |       |  |  |                            |  |  |                           |  |
|                                        |                                      | Anna Boér de Kopacsel                                | Borbála Henter de Sepsi-Szent-Iván           |  |  |       |  |  |                            |  |  |                           |  |
|                                        |                                      | Anna Boér de Kopacsel                                |                                              |  |  |       |  |  |                            |  |  |                           |  |